# Traktor Arena
Traktor Arena (ros. Ледовая арена «Трактор») – hala widowiskowo-sportowa z lodowiskiem w Czelabińsku w Rosji.
Arena została wybudowana w 2006 roku. Może pomieścić 7500 osób dla meczów hokejowych.
Lodowisko służy klubowi hokejowemu Traktor Czelabińsk występującemu w rozgrywkach KHL oraz drużynie juniorskiej Biełyje Miedwiedi Czelabińsk z ligi MHL.
Nazwa obiektu, tak jak klubu hokejowego, pochodzi od fabryki traktorów mieszczącej się w Czelabińsku.
26 maja 2012 w hali odbył się KHL Junior Draft 2012. 13 stycznia 2013 w hali odbył się Mecz Gwiazd KHL.
15 lutego 2013 roku hala uległa uszkodzeniom wskutek eksplozji i upadku meteorytu.
W 2015 patronem hali został zmarły w tym samym roku hokeista i trener klubu Traktor, Walerij Biełousow.

## Imprezy i zawody
- Mistrzostwa Europy w Judo 2012
- Draft juniorów KHL 2012
- Mecz Gwiazd KHL 2013, 2022[5][6][7]
- Mistrzostwa Świata w Judo 2014